# 尾張屋
株式会社尾張屋（おわりや）は、かつて千葉県を営業基盤とするスーパーマーケット「VERY FOODS尾張屋」の運営を行っていた企業である。CGCグループに加盟していた。
2014年8月6日、ゼンショーホールディングスの子会社である中間持株会社「日本リテールホールディングス」の完全子会社となったが、2021年3月31日に株式会社マルエイ、株式会社フレッシュコーポレーション、株式会社アタックの3社と共に、株式会社マルヤから商号変更された株式会社ジョイマートへ吸収合併され解散した。「VERY FOODS尾張屋」はジョイマートの1ブランドとなった他、旧尾張屋本社も「VERY FOODS尾張屋」の運営事務所であるジョイマート 尾張屋カンパニーとして存続する。

## 概要

### 現在の店舗
- 岩根店（木更津市）
- 木更津店（木更津市）※旧・ホームセンターコマツ木更津店
- 長浦店（袖ケ浦市）※旧・マルエツ長浦店
- 横田店（袖ケ浦市）※旧・いなげや横田店
- 君津店（君津市）※旧・イトーヨーカドー君津店跡地
- 大貫店（富津市）
- 館山本店（館山市）
- 館山マーケットプレイス店（館山市）

### 閉店した店舗
- 木更津本店（木更津市）（建物解体済。跡地は空地に）
- ラズモール店（木更津市）（旧ダイエー木更津店）（2008年11月24日閉店）（2008年12月4日に木更津店として移転）
- 八幡宿マーケットプレイス店（市原市）（旧イトーヨーカドー八幡宿店跡地）（2009年2月19日閉店）→現在はトライアル八幡宿店
- 有秋台店（市原市）（2004年閉店）→現在は富分有秋台店